# Vexelsang for chor og orchester
Vexelsang for chor og orchester is een compositie van Niels Gade. Hij schreef een werk voor koor en orkest met teksten van Hans Peter Holst ter gelegenheid van een oogstfeest op 30 en 31 augustus en 1 september 1850, medegegeven voor de gevallen militairen in de Eerste Duits-Deense Oorlog (Treårskrigen). De festiviteiten vonden plaats in Kongens Have in Kopenhagen.